# Chartocerus himalayanus
Chartocerus himalayanus is een vliesvleugelig insect uit de familie Signiphoridae. De wetenschappelijke naam is voor het eerst geldig gepubliceerd in 2009 door Hayat.